# 里奇克莱斯特 (路易斯安那州)
里奇克莱斯特（英語：Ridgecrest），是美国路易斯安那州下属的一座城市。根据2010年美国人口普查，该市有人口694人。建置上，属于“town”。